# ماوریتز اریکسون
ماوریتز اریکسون (انگلیسی: Mauritz Eriksson; ۱۸ دسامبر ۱۸۸۸ – ۱۴ فوریهٔ ۱۹۴۷) تیرانداز اهل سوئد بود.
وی در مسابقات کشوری و بین‌المللی در مجموع برندهٔ ۱ مدال طلا، ۱ مدال نقره، ۳ مدال برنز شده‌است.